# 日々蝶々
『日々蝶々』（ひびちょうちょう）は、森下suuによる日本の漫画作品。『マーガレット』（集英社）2011年24号に読み切り作品として掲載された後、『マーガレット』2012年6号から2015年13号まで連載された。単行本は全12巻。

## 登場人物
柴石 すいれん（しばぜき すいれん）
学校中から「高嶺の花」と謳われる少女。良佑や周りの男子からは「高嶺ちゃん」と呼ばれており、男女にモテる。モテすぎて過去にいろいろな目にあったので、トラウマがあり、今は話すのが苦手。だが川澄を好きになってからは変わろうと努力するようになる。
川澄 泰一（かわすみ たいち）
子供のころから空手一筋。すいれんの気持ちに気づきはじめ、すいれんが気になる存在に。女子と話すのが苦手な硬派。
清水 あや（しみず あや）
すいれんの幼馴染で親友。ショートカットの黒髪で、眠そうな目をしている時が多い。すいれんの言いたいことがわかる。
高屋 良祐（たかや りょうすけ）
川澄の友達。元気キャラ。ゆりからは「りょーっち」と呼ばれている。川澄と同じく空手をやっている。弟がいる。
新川 小春（しんかわ こはる）
最初は川澄のことが好きだったが、のちに後平に惹かれる。すいれん達の一つ上の先輩で、学年で一番の可愛さ。
工藤 ゆり（くどう ゆり）
すいれんの友達。明るくフレンドリーな性格。川澄や良佑とは同じ中学校だった。良佑からは「ゆりりん」と呼ばれている。
後平（あとひら）
壱の友達で川澄達の先輩。他校。女子達から人気があり、すごくモテる。空気が読めない性格。良祐からは「あとちゃん」と呼ばれている。後にすいれんの事が好きになる。
川澄 壱（かわすみ いち）
川澄の兄。他校。川澄や後平からはすいれんに似ていると言われる。
外村 めぐな（そとむら めぐな）
高校2年に進級した際にすいれんと同じクラスになり仲良くなる。彼氏がいて、恋の話が好き。外見は派手だが、唯一あやの恋心に気付くなど他人の心情に敏感で友達思い。
尾崎 みな（おざき みな）
第7巻から登場。バレー部。後に良祐に告白をして彼女となる。

## 書誌情報
- 森下suu 『日々蝶々』 集英社 〈マーガレットコミックス〉、全12巻
  1. 2012年7月25日発売[集 1]、『マーガレット』2012年6号[1] - 12号、ISBN 978-4-08-846802-0
  2. 2012年11月22日発売[集 2]、『マーガレット』2012年13号 - 19号、ISBN 978-4-08-846854-9
  3. 2013年3月25日発売[集 3]、『マーガレット』2012年20号 - 2013年2号、ISBN 978-4-08-845008-7
  4. 2013年6月25日発売[集 4]、『マーガレット』2013年3・4合併号 - 9号、ISBN 978-4-08-845055-1
    - 番外編 まごころの森のなかま達（『マーガレット』2013年8号別冊ふろく『NEXT HIT STORY 番外編』）

  5. 2013年9月25日発売[集 5]、『マーガレット』2013年10号 - 16号、ISBN 978-4-08-845096-4
    - 番外編（『マーガレット』2013年12号別冊ふろく『mini マーガレット』）

  6. 2013年12月25日発売[集 6]、『マーガレット』2013年17号 - 23号、ISBN 978-4-08-845140-4
  7. 2014年4月25日発売[集 7]、『マーガレット』2013年24号、2014年2号 - 7号、ISBN 978-4-08-845192-3
    - 番外編（『ザ マーガレット』2014年2月号）

  8. 2014年7月25日発売[集 8]、『マーガレット』2014年8号 - 14号、ISBN 978-4-08-845236-4
    - 番外編 「?月?日」（『マーガレット』2014年8号別冊ふろく『恋する日』）

  9. 2014年11月25日発売[集 9]、『マーガレット』2014年15号 - 18号、21号 - 23号、ISBN 978-4-08-845297-5
  10. 2015年3月25日発売[集 10]、『マーガレット』2014年24号 - 2015年7号、ISBN 978-4-08-845358-3
  11. 2015年7月25日発売[集 11]、『マーガレット』2015年8号 - 13号[2]、ISBN 978-4-08-845410-8
  12. 2015年10月23日発売[集 12]、ISBN 978-4-08-845459-7
    - 日々蝶々（『マーガレット』2011年24号、2014年5号別冊ふろく『日々蝶々』0巻[4]、読切作品）
    - 日々蝶々 番外編[注 2]（『別冊マーガレット』2013年6月号、2014年5号別冊ふろく『日々蝶々』0巻[4]）
    - 日々蝶々 すいれん×川澄のほのぼのデート編（『マーガレット』2014年10号別冊ふろく『日々蝶々 パーフェクトBOOK』）
    - 日々蝶々 番外編 俺たちのStarting Over[注 3]（『マーガレット』2014年16号別冊ふろく『日々蝶々 BOYS BOOK』）
    - 日々蝶々 番外編 小春日和[5]（『マーガレット』2015年16号）
    - 日々蝶々 番外編 ゆりとだいすけ[6]（『マーガレット』2015年17号別冊ふろく『Next Boyfriend』）

## ドラマCD
2014年11月5日にドラマCD化が発表された。
収録されるストーリーは、「出会い編」と「文化祭編」の2つであり、2014年11月20日発売の『マーガレット』24号に「出会い編」を収録したCDが、同年12月5日発売の2015年1号に「文化祭編」を収録したCDがそれぞれ付属する。
キャスト
- 柴石すいれん - 花澤香菜
- 川澄 - 逢坂良太
- 清水あや - 沢城みゆき
- 工藤ゆり - 種田梨沙
- 高屋良佑 - 下野紘
- 新川小春 - 小清水亜美
- 後平 - 石川界人